# ياماها أر دي 350
ياماها أر دي 350 (بالإنجليزية: Yamaha RD350)‏ هي دراجة نارية انتجته ياماها من عام 1974 إلى 1976 .